# Nicole Flagothier
Nicole Josiane Ghislaine Flagothier (Rocourt, 9 de enero de 1966) es una deportista belga que compitió en judo.
Ganó dos medallas en el Campeonato Mundial de Judo, plata en 1991 y bronce en 1997, y cuatro medallas en el Campeonato Europeo de Judo entre los años 1990 y 1996.
Participó en los Juegos Olímpicos de Barcelona 1992, ocupando el quinto lugar en la categoría de –56 kg.

## Palmarés internacional
| Campeonato Mundial | Campeonato Mundial     | Campeonato Mundial | Campeonato Mundial |
| Año                | Lugar                  | Medalla            | Categoría          |
| ------------------ | ---------------------- | ------------------ | ------------------ |
| 1991               | Barcelona (España)     | Medalla de plata   | –56 kg             |
| 1997               | París (Francia)        | Medalla de bronce  | –52 kg             |
| Campeonato Europeo |                        |                    |                    |
| Año                | Lugar                  | Medalla            | Categoría          |
| 1990               | Fráncfort (RFA)        | Medalla de bronce  | –56 kg             |
| 1992               | París (Francia)        | Medalla de plata   | –56 kg             |
| 1993               | Atenas (Grecia)        | Medalla de bronce  | –56 kg             |
| 1996               | La Haya (Países Bajos) | Medalla de bronce  | –52 kg             |